# Jimmy Connors
James Scott "Jimmy" Connors (East St. Louis, Illinois SAD, 2. rujna 1952.), poznat i po nadimku "Jimbo" bivši je američki tenisač, koji je bio 160 tjedana, od 29. srpnja 1974. do 29. kolovoza 1977., uzastopno prvi na ATP ljestvici, i ukupno 268 tjedana tijekom karijere. Pobijedio je osam Grand Slam turnira u pojedinačnoj konkurenciji, osvojio još dva Grand Slam naslova u parovima s Ilie Năstaseom i također bio finalist mješovitih parova s Chris Evert na US Openu 1974. godine. Bivši je trener Andyja Roddicka, pobjednika US Opena 2003.

## Karijera
Premda nije nikada pobijedio na Roland Garrosu, njegova pobjeda na US Openu 1976. ostvarena je tijekom kratkog perioda (1975. – 1977.) kada se taj turnir održavao na zemljanim terenima. Connors je radi toga jedan od samo petorice tenisača (ostali su Mats Wilander, Andre Agassi, Roger Federer, Novak Đoković i Rafael Nadal ) koji su osvojili Grand Slam naslove na travnatim, tvrdim i zemljanim terenima.
Connors je također pobijedio US Open u pojedinačnoj kokurenciji na travnatom, tvrdom i zemljanom terenu, jedini tenisač koji je to postigao.
Postao je profesionalac 1972. Osvojio je tri Grand Slama 1974., Australian Open, Wimbledon i US Open, ali nije mogao sudjelovati na Roland Garrosu radi članstva u udruženju Team Tennis, tada u sukobu s Udruženjem profesionalnih tenisača (ATP), što mu je uskratilo mogućnost da osvoji Veliki slam, podvig kojeg su u povijesti tenisa ostvarili samo Donald Budge i Rod Laver. Connorsovu karijeru karakterizirala je izuzetna natjecateljska dugovječnost, bio je među prvih deset tenisača od 1973. do 1989., i 13 uzastopnih godina među prvih 5. Igrao je s tri generacije velikih tenisača: Kenom Rosewallom, Arthurom Asheom, Björnom Borgom, Johnom McEnroeom, Ivanom Lendlom, Matsom Wilanderom, Borisom Beckerom, Stefanom Edbergom i Andreom Agassijem.
Drži rekord najvećeg broja osvojenih ATP turnira u pojedničnoj konkurenciji (109) tijekom dvadesetgodišnje karijere, od prvog u Jacksonvilleu 1972. do posljednjeg u Tel Avivu 1989. Od osam Grand slam naslova, 5 je osvojio na US Openu, 2 u Wimbledonu i 1 na Australian Openu. U svojoj karijeri osvojio je i Masters Cup 1977. (6-4, 1-6, 6-4 protiv Björna Borga), Master WCT 1977. i 1980., Kup nacija (World Team Cup) 1985. i Davis Cup 1981. Povukao se iz aktivnog sporta 1996. Bio je u vezi s čuvenom tenisačicom Chris Evert.

## Galerija
- US Open 2009.
- US Open 2009.

## Vanjske poveznice
- Jimmy Connors na Association of Tennis Professionals
- Jimmy Connors  Arhivirana inačica izvorne stranice od 19. siječnja 2012. (Wayback Machine) na International Tennis Federation
- Jimmy Connors na Davis Cup